# Tunis Air Club (basket-ball)
Pour les articles homonymes, voir Tunis Air Club.
Le Tunis Air Club est un club de basket-ball tunisien basé à Tunis.